# 弘中くみ子
弘中 くみ子（ひろなか くみこ、1954年7月30日 - ）は、日本の声優、女優。81プロデュース所属。東京都出身。本名は山田島 久美子（やまだしま くみこ）。

## 経歴
1961年、劇団日本児童在籍中に日活映画『しろばんば』でデビュー。
桐朋学園大学短期大学部（現：桐朋学園芸術短期大学）芸術科演劇専攻第8期卒業後、東京演劇アンサンブル、いずみたくフォーリーズ（現：ミュージカルカンパニー イッツフォーリーズ）、イズミ・エンタープライズを経て、退団後、フリーで舞台活動を経る。
以前は坂口候一が主催する劇団一の会にも所属していた。

## 人物
アニメ、外画の吹き替え、ナレーションなど主に声の仕事で活躍。
趣味・特技はピアノ、絵画。

## 出演

### テレビアニメ
1991年
- おちゃめなふたご クレア学院物語（サリバン夫人）
- おばけのホーリー（フクゾー）
- 炎の闘球児 ドッジ弾平（1991年 - 1992年、珍念の母 他）
- わたしとわたし ふたりのロッテ

1992年
- フランダースの犬 ぼくのパトラッシュ（ミリアム、フィリップの母）

1994年
- モンタナ・ジョーンズ（ニーナの母）

1995年
- ロミオの青い空（カミラ）

1996年
- 家なき子レミ（アンヌ・バルブラン）

1999年
- 名探偵コナン（1999年 - 2007年、新出陽子、エスパのママ）

2000年
- ブギーポップは笑わない Boogiepop Phantom（藤花の母、婦長）

2004年
- MAJOR（本田良枝）

2005年
- ガラスの仮面（北白川藤子）

2007年
- ながされて藍蘭島（りつ）

2008年
- ゴルゴ13（アニタ）
- それいけ!アンパンマン（お母さん虫）

2015年
- サザエさん（早川の母）

### 劇場アニメ
- はれときどきぶた（1988年）

### OVA
- エンゼルコップ（1989年、ルシフェル）
- 華星夜曲（1989年、沙羅の母親〈初代〉）
- 紅いハヤテ（1992年）

### ドラマCD
- 新・吸血姫美夕・西洋神魔編（1993年、ウォーターリッパー）
- 長屋王残照記（2016年、県犬養三千代）

### ゲーム
- 世界一ツイてない女 どつぼちゃん（2000年、蘭子、ジョセフィーヌ・玉子）

### 吹き替え

#### 映画
- アイ・アム・サム（ライト）※ソフト版
- 愛と欲望の街 上海セレナーデ（マリー・ソン〈アニタ・ムイ〉）
- 愛の逃避行（ヨハンナ〈カタリーナ・タールバッハ〉）
- 赤ちゃんに乾杯! ※フジテレビ版
- アポロ13（マリリン・ラヴェル〈キャスリーン・クインラン〉）※ソフト版
- アメリカン・プレジデント（シドニー・エレン・ウェイド〈アネット・ベニング〉）
- 愛しのアクアマリン（ジニー〈クローディア・カーヴァン〉）
- イベント・ホライゾン（ピーターズ〈キャスリーン・クインラン〉）
- インタビュー・ウィズ・ヴァンパイア（マドレーヌ〈ドミツィアーナ・ジョルダーノ〉）※フジテレビ版
- インデペンデンス・デイ（コンスタンス・スパノ〈マーガレット・コリン〉[11]）※テレビ朝日版
- ウェドロック（トレイシー・リッグス〈ミミ・ロジャース〉）※VHS版
- 噂のテディ・ロビン/美女・美女スパイにご用心!（ボス）
- エクスタミネーター（マリア〈ミシェル・ハーレル〉）※テレビ東京版
- エニグマ奪還
- L.A.ストーリー/恋が降る街（エリエル）
- オールド・ドッグ（ジェナ〈リタ・ウィルソン〉）
- 男が女を愛する時（エイミー〈ローレン・トム〉）
- ガーディアン/森は泣いている（ゲイル）※テレビ朝日版
- カイロの紫のバラ（シシリアの妹、娼婦〈グレン・ヘドリー〉）
- カラーズ 天使の消えた街（ルイーズ・ゴメス〈マリア・コンチータ・アロンゾ〉）
- がんばれ!ベアーズ ニュー・シーズン（リズ・ホワイトウッド〈マーシャ・ゲイ・ハーデン〉）
- 危険な遊び（スーザン・エヴァンス〈ウェンディ・クルーソン〉）
- 危険な情事（ヒルディ）
- キャット・ピープル（ルーシー）※テレビ朝日版
- ギャラクシー・オブ・テラー/恐怖の惑星（アルーマ〈エリン・モーラン〉）
- キョンシークエスト2 大霊界から来たU.F.O.（メイチー）
- グランド・ツアー（アイオヴァイン夫人）
- グリーン・ドラゴン（ヒエン）
- クロコダイル・ダンディー2（スー・チャールトン〈リンダ・コズラウスキー〉）※テレビ朝日版
- ゲーム（エリザベス）※テレビ朝日版
- 刑事ニコ/法の死角（サラ・トスカーニ〈シャロン・ストーン〉、ワタナベ・エツコ）※TBS版
- ゴーストハンターズ（ホワイトタイガー）
- GOAL!2（ロサ・マリア〈エリザベス・ペーニャ〉）
- コラテラル・ダメージ（国務長官）※ソフト版
- サイエンス・シミュレーション 人類 火星に立つ（ルシア・アラルコン〈クローディア・フェリー〉）
- サイクロンZ（イップ）
- 最後の弾丸（ジェーン）
- サスペクト（デイナ・プレストン〈ダーラン・フリューゲル〉）
- サブウェイ・パニック 1:23PM（レイ〈ロレイン・ブラッコ〉）
- ザ・フライ2 二世誕生 ※テレビ朝日版
- サブリナ（イレーネ〈ファニー・アルダン〉）
- ザ・プレイヤー（ジューン・グッドマンズドータ〈グレタ・スカッキ〉）※テレビ朝日版
- サモ&ケニー 人質に気をつけろ!（チュウの妻）
- サン・オブ・ゴッド（マリア〈ローマ・ダウニー〉）
- 三銃士（ミラディ・ド・ウィンター〈レベッカ・デモーネイ〉）※テレビ朝日版
- 34丁目の奇跡（アルバータ・レナード）
- サンタモニカ・ダンディ（リンダ〈ペネロープ・アン・ミラー〉）
- JFK（スージー・コックス〈ローリー・メトカーフ〉）※ソフト版
- ジェミナル（エヌボー夫人）
- 60セカンズ（ジュニー〈フランシス・フィッシャー〉）※ソフト版
- シティ・スリッカーズ（バーバラ・ロビンス〈パトリシア・ウェティグ〉）※VHS版
- 十福星（マリア〈シルヴィア・チャン〉）
- ジョー・ブラックをよろしく（アリソン・パリッシュ〈マーシャ・ゲイ・ハーデン〉）
- 将軍の娘/エリザベス・キャンベル（サラ・サンヒル〈マデリーン・ストウ〉）
- 笑撃生放送! ラジオ殺人事件（クローデッド・カッツェンバック〈アニタ・モリス〉）
- 知らなすぎた男（アナベル、コンセーラ）
- 仁義なき抗争（シャーリー〈ケリー・ユー〉）
- シンドラーのリスト（エミリエ・シンドラー〈キャロライン・グッドール〉）
- スコア（ダイアン〈アンジェラ・バセット〉[12]）
- スモール・ソルジャーズ（アイリーン・アバーナシー〈アン・マグナソン〉）※VHS版
- ソウル・フード（テリー〈ヴァネッサ・ウィリアムス〉）
- ダイナー（バーバラ）
- タイムコップ（サラ・フィールディング〈グロリア・ルーベン〉）※テレビ朝日版
- タイムリミットは24時間（コーキー・クック）
- Touch タッチ（キャシー・ワージントン〈ジャニーン・ガラファロー〉）
- 007 美しき獲物たち（ポーラ・イワノヴァ〈フィオナ・フラートン〉）※TBS版
- 007/消されたライセンス（マネーペニー〈キャロライン・ブリス〉、デラ・チャーチル・フェリックス〈プリシラ・バーンズ〉）※JAL機内上映版
- 007 ゴールデンアイ（ゼニア・ガラゼブナ・オナトップ〈ファムケ・ヤンセン〉）※ソフト版
- タワーリング・インフェルノ（ローリー）※TBS版
- DENGEKI 電撃（マルケイヒー署長〈ジル・ヘネシー〉）※ソフト版
- 天使の贈りもの（デビー・ペイジ）
- 天と地
- ドラキュラ（ルーシー〈サディ・フロスト〉）※テレビ朝日版
- ニック・オブ・タイム（Ms.ジョーンズ〈ローマ・マフィア〉）※ソフト版
- 2番目に幸せなこと（アナベル）
- ニューヨークのいたずら（スミス判事）
- ノイズ（ナタリー〈ドナ・マーフィー〉）※テレビ朝日版
- バードケージ（キャサリン・アーチャー〈クリスティーン・バランスキー〉）※ソフト版
- ハード・プレイ（ロンダ・ディーン）
- パーフェクト・ワールド（ルーシー）※テレビ東京版
- バーブ・ワイヤー/ブロンド美女戦記（バーブ・ワイヤー〈パメラ・アンダーソン〉）※テレビ朝日版
- 裸足の1500マイル
- バック・ビート（アストリッド・キルヒャー〈シェリル・リー〉）
- パトリオット・ゲーム（デボラ・ウエストン）※ソフト版
- バニシング・ヒート/カリブ燃える捜査線（レディ・ハーディング〈トレイシー・クック〉）※テレビ東京版
- バニシング・ヒーロー（セイラ）
- パニック・イン・スタジアム（ルーシー）※テレビ朝日版
- ハリウッド的殺人事件（ルビー〈レナ・オリン〉）
- バルティック・ストーム（ジュリア〈グレタ・スカッキ〉）
- ピースキーパー（ジェーン）※テレビ朝日版
- 光る眼（スーザン・ヴァーナー博士〈カースティ・アレイ〉）※テレビ朝日版
- ヒドゥン（ブレンダ・リー〈クローディア・クリスチャン〉）
- ピンク・パンサー5 クルーゾーは二度死ぬ（シェイン）
- ブールバード/悪が眠る街（オーラ〈レイ・ドーン・チョン〉）
- ファーザーズ・デイ（シャーリー・トレイナー〈パティ・ダーバンヴィル〉）
- ファイナル・オプション（ヘルガ）※テレビ朝日版
- フェティッシュ（エヴァ）
- ブラック・ドッグ（メラニー・クルーズ〈ブレンダ・ストロング〉）※ソフト版
- フリントストーン/モダン石器時代
- ブレーキ・ダウン（アリー・バー〈モイラ・ハリス〉）※ソフト版
- ブレイド ※テレビ東京版
- プロテクター（スー・リン〈ムーン・リー〉[13]）※フジテレビ版
- ペーパーボーイ（メリッサ・ソープ〈アレクサンドラ・ポール〉）
- ポイント45（ガーティ）
- 冒険活劇 上海エクスプレス（アチー〈ロザムンド・クワン〉）
- 炎の少女チャーリー（ヴィッキー・マクギー〈ヘザー・ロックリア〉）
- マスターズ/超空の覇者（ジュリーの母）※テレビ朝日版
- マッド・ラブ（ローラ・ジェネル医師）
- マディソン郡の橋 ※ソフト版
- マニアック・コップ（キャシー・フィリップス）
- マペットめざせブロードウェイ!（ワインソープ社の受付）※CBS/FOXビデオ版
- マングラー（リン・スー）
- マンボ・キングス/わが心のマリア（アンナ・マリア）
- ミシシッピー・バーニング ※テレビ朝日版
- 未知との遭遇（ジリアン・ガイラー〈メリンダ・ディロン〉）※テレビ朝日新録版
- ミッドナイトクロス（デビー）※テレビ朝日版
- 野獣の瞳（ケンの母〈ロー・コンラン〉）
- ユニバーサル・ソルジャー（ヴェロニカ・ロバーツ〈アリー・ウォーカー〉）※テレビ朝日版
- 夢見る頃を過ぎても（ジュリー・アンドリュース）
- リコシェ/炎の銃弾（アリス）※日本テレビ版
- リトルマン・テイト（マット）
- レジェンド オブ ゴア（マーフィー〈レスリー＝アン・ダウン〉）
- レッドブル ※テレビ朝日版
- ロビン・フッド（マリアン〈メアリー・エリザベス・マストラントニオ〉[14]）※ソフト版
- ロボコップ（ブロンド）※テレビ朝日版
- ロボコップ2（アンジー）※20世紀FOX版
- ワーキング・ガール（アリス・バクスター〈エイミー・アキノ〉）※テレビ朝日版
- ワイアット・アープ（ケイト〈イザベラ・ロッセリーニ〉）※ソフト版
- ワイルドスティンガー（エヴァリン・ハイス〈レスリー・アン・ウォーレン〉）
- ワン・ナイト・スタンド（ミミ・カーライル〈ミン・ナ〉）

#### ドラマ
- ER緊急救命室
  - シーズンIII #14（ポーラ・マッケンジー〈シンシア・ラモンターニュ〉）
  - シーズンXI #18（ライザ〈モイラ・プライス〉）
- うわさの刑事 テキーラとボネッティ（アンディ・ガルシア〈マリシュカ・ハージティ〉）※第11・12話のみ
- エージェント・オブ・シールド（ビクトリア・ハンド〈サフロン・バロウズ〉）
- 俺がハマーだ! シーズン2 #3（ローザ）
- ザ・ハンガー シーズン1 #9（ダイアナ・ラロシュ）
- シェルビーの事件ファイル（ラモーナ・フィンリー〈ペギー・オニール〉）
- 小公女（マリエット）
- 新アウターリミッツ（メーガン・ウェル〈アキコ・アン・モリソン〉）
- 新・刑事コロンボシリーズ
  - だまされたコロンボ（ティナ、リポーター）
  - 殺人講義（メイド）
  - 影なき殺人者（マーシィ・エドワーズ）
  - 大当たりの死（トリッシュ）
  - 殺意の斬れ味（コラネリ）
- 新フェーム（リディア）
- スーパーナチュラル（エレノア）
- スタートレックシリーズ
  - 新スタートレック シーズン7 #4・5（タレラ）
  - スタートレック:ディープ・スペース・ナイン（キャシディ・イェーツ）
  - スタートレック:ヴォイジャー（ヴァレリー・アーチャー中佐）
- ダークエンジェル シーズン1 #5（ヴァレリー）※ソフト版
- 第一容疑者1 連鎖（マリアン）
- ヒューストン・ナイツ（ジョアン・ボーモント〈ロビン・ダグラス〉）
- ふたりは最高!ダーマ&グレッグ シーズン3 #15・23（k.d.ラング）
- プライベート・プラクティス 迷えるオトナたち（スーザン〈アン・キューザック〉）
- BULL / ブル 法廷を操る男 シーズン2 #18（シルヴィア・バナー〈ダナ・デラニー〉）
- 冒険野郎マクガイバー シーズン2 #6（マイク・フォレスター）
- ボディ・オブ・プルーフ 死体の証言（ミーガン・ハント〈ダナ・デラニー〉）
- ユーリカ シーズン4（ベバリー・バーロー）
- 夢見る子犬・ウィッシュボーン（エレン・タルボット）
- 冷血（ボニー・クラッター）

#### アニメ
- おてんばソフィー（アリサ）
- オリバー ニューヨーク子猫ものがたり
- ザ・シンプソンズ（ステイシー・ラベル）
- ミュータント・タートルズ（テンペストラ）※テレビ東京版
- ナイトメアー・ビフォア・クリスマス

### 映画
- しろばんば（1961年）

### 人形劇
- こどもにんぎょう劇場「賢者のおくりもの」（マダム）（NHK教育）

### ナレーション
- 直伝 和の極意 「新 養生訓 千変万化! 大豆を尽くす」（NHK教育）

### ボイスオーバー
- 日立 世界・ふしぎ発見!（TBS）